# Jorge Masvidal

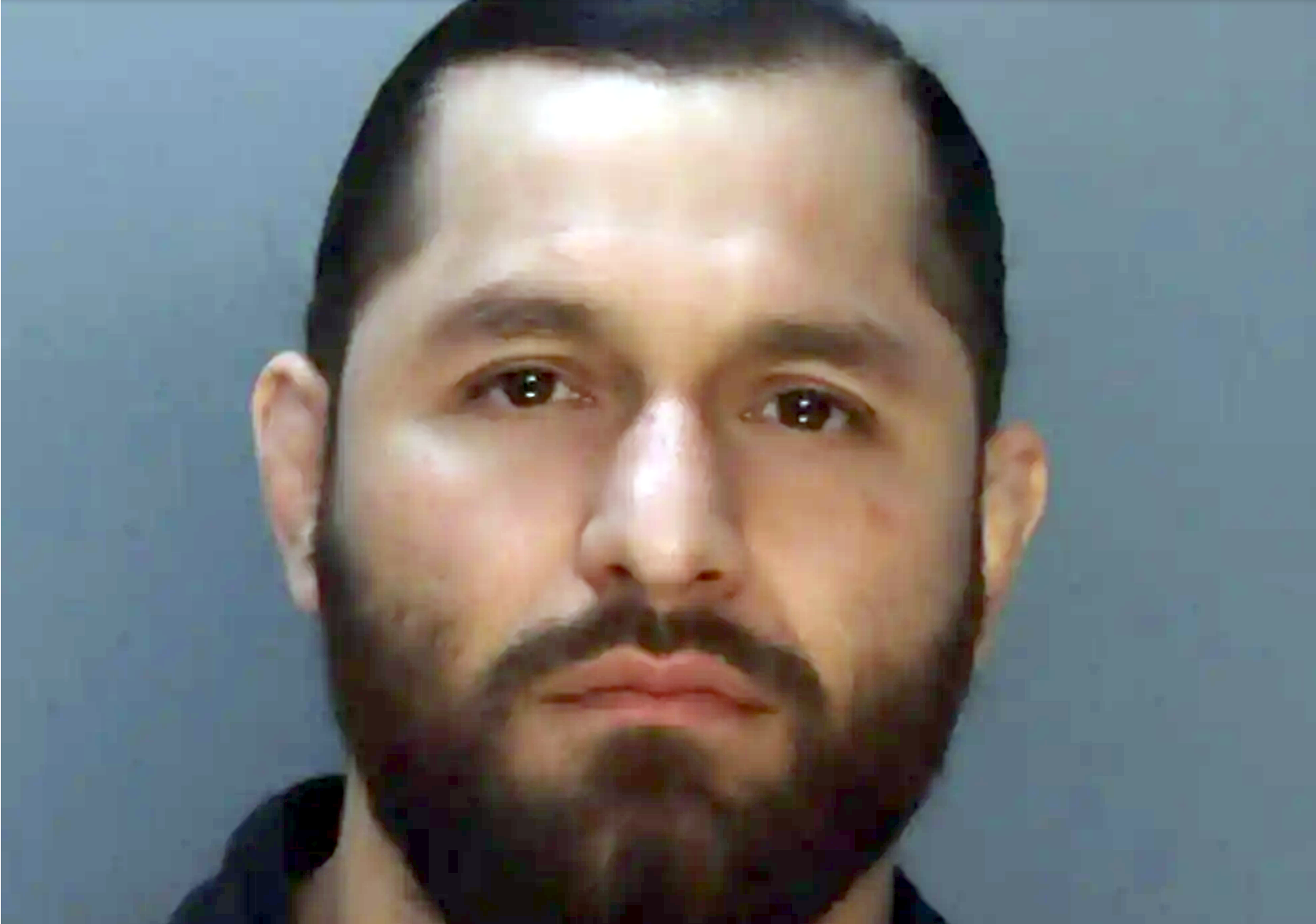
Jorge Masvidal

Jorge Masvidal (Miami, 12 de novembro de 1984) é um lutador norte-americano de artes marciais mistas, conhecido pelo nocaute aplicado mais rápido da história do UFC com uma joelhada voadora contra Ben Askren e por ter sido campeão do título simbólico BMF do Ultimate Fighting Championship.

## Carreira no MMA
A vitória mais expressiva de Masvidal ocorreu no Ultimate Fighting Championship 239, acontecido em 6 de Julho de 2019. A luta foi contra Ben Askren[carece de fontes?]. Masvidal venceu por Nocaute com uma joelhada voadora com 2,5 segundos com o árbitro finalizando a partida aos 5 segundos, tornando-se recordista com o nocaute mais rápido da história do UFC (5 segundos) .
Jorge detinha o cartel de 34-13 no Ultimate Fighting Championship.

### Bellator Fighting Championships
Masvidal assinou com a promoção do Bellator Fighting Championships em Abril de 2009 para participar do torneio. Masvidal venceu o primeiro round do torneio por Nocaute Técnico no primeiro round. Porém, foi eliminado nas semifinais por Toby Imada no Bellator 5 por Finalização no terceiro round. A virada de Iamada foi escolhida pelos sites do Sherdog e MMA Junkie como Finalização do Ano.
Masvidal enfrentou e derrotou Eric Reynolds por Finalização no primeiro round no Bellator 12 em uma luta com peso casado em 160 lb. Havia um rumor de que Masvidal lutaria também no torneio da segunda temporada, porém após perder uma luta, ele foi retirado da organização.
Ele se mudou para a divisão dos Meio Médios para enfrentar Paul Daley no Shark Fights 13 em Amarillo, Texas em Setembro de 2010. Masvidal foi derrotado por Daley em uma controversa Decisão Unânime, tendo garantido muitas quedas. Após sua performance impressionante, assinou com o Strikeforce.

### Strikeforce
Masvidal voltou para o Strikeforce em 2011, para enfrentar Billy Evangelista no Strikeforce: Feijao vs. Henderson. Ele venceu por Decisão Unânime.
Masvidal enfrentou o ex-Campeão Peso Leve do Elite XC K.J. Noons em uma luta que daria ao vencedor a posição de #1 contender. Masvidal venceu usando seu grappling superior and acertando Noons no fim do primeiro round com um chute na cabeça.
Masvidal enfrentou Gilbert Melendez pelo Cinturão Peso Leve do Strikeforce no Strikeforce: Melendez vs. Masvidal em 17 de Dezembro de 2011 no Valley View Casino Center em San Diego, CA. Ele perdeu por Decisão Unânime.
Após a luta pelo título, Masvidal enfrentou Justin Wilcox no Strikeforce: Rockhold vs. Kennedy em 14 de Julho de 2012. Ele venceu a luta por Decisão Dividida.

### Ultimate Fighting Championship
Masvidal derrotou Tim Means em 20 de Abril de 2012 no UFC on Fox: Henderson vs. Melendez por decisão unânime.
Masvidal fez sua segunda aparição no UFC substituindo Reza Madadi contra Michael Chiesa, em 27 de Julho de 2013 no UFC on Fox: Johnson vs. Moraga e venceu por finalização no segundo round.
Masvidal enfrentou o russo Rustam Khabilov em 6 de Novembro de 2013 no UFC: Fight for the Troops 3. Ele perdeu por decisão unânime.
Masvidal enfrentou Pat Healy em 19 de Abril de 2014 no UFC on Fox: Werdum vs. Browne e venceu por decisão unânime.
Masvidal derrotou Daron Cruickshank em 26 de Julho de 2014 no UFC on Fox: Lawler vs. Brown por decisão unânime.
Masvidal era esperado para enfrentar Bobby Green em 27 de Setembro de 2014 no UFC 178. No entanto, Green foi movido para uma luta contra Donald Cerrone e foi substituído por James Krause. Ele venceu a luta por decisão unânime.
Ele era esperado para enfrentar vencedor do TUF Smashes Norman Parke em 18 de Janeiro de 2015 no UFC Fight Night: McGregor vs. Siver. No entanto, uma lesão o tirou do evento e ele foi substituído por Gleison Tibau.
Masvidal era esperado para enfrentar Bobby Green em 4 de Abril de 2015 no UFC Fight Night: Mendes vs. Lamas. No entanto, uma lesão tirou Green da luta, ele então foi substituído por Benson Henderson. Porém, Henderson teve que se mudar para fazer a luta principal de um outro evento e foi substituído por Al Iaquinta. Masvidal foi derrotado por uma polêmica decisão dividida.
Masvidal enfrentou Cézar Ferreira em 12 de Julho de 2015 no The Ultimate Fighter: American Top Team vs. Blackzilians Finale em uma luta de meio médios e venceu por nocaute no primeiro round.
Masvidal enfrentou o ex-campeão Benson Henderson em 28 de Novembro de 2015 no UFC Fight Night: Henderson vs. Masvidal, substituindo o lesionado Thiago Alves. Ele foi derrotado por decisão dividida.
Masvidal enfrentou Lorenz Larkin em 29 de Maio de 2016 ao UFC Fight Night 88 . [32] Ele perdeu  por decisão dividida. [33]
Masvidal deverá enfrentar Siyar Bahadurzada em 30 de julho de 2016, UFC 201 . [34]
Enfrentou o inglês Ross Pearson no  UFC 201: Lawler vs. Woodley e venceu por Decisão Unânime (29-28, 29-28 e 30-27).
Enfrentou o americano Ben Askren no UFC 239: Jones vs. Santos em 6 de julho de 2019 e venceu por nocaute com uma joelhada voadora com 05s de luta. Foi considerando o nocaute mais rápido da história do UFC.

## Cartel no MMA
| Cartel no MMA   |             |             |
| 52 lutas        | 35 vitórias | 17 derrotas |
| Por nocaute     | 16          | 2           |
| Por finalização | 2           | 2           |
| Por decisão     | 17          | 13          |

| Res.    | Cartel | Oponente          | Método                                    | Evento                                  | Data       | Round | Tempo | Local                     | Notas                                                                                           |
| ------- | ------ | ----------------- | ----------------------------------------- | --------------------------------------- | ---------- | ----- | ----- | ------------------------- | ----------------------------------------------------------------------------------------------- |
| Derrota | 35-17  | Gilbert Burns     | Decisão (unânime)                         | UFC 287: Pereira vs. Adesanya 2         | 08/04/2023 | 3     | 5:00  | Miami, Flórida            | Após a luta anunciou a sua aposentadoria.                                                       |
| Derrota | 35-16  | Colby Covington   | Decisão (unânime)                         | UFC 272: Covington vs. Masvidal         | 05/03/2022 | 5     | 5:00  | Las Vegas, Nevada         |                                                                                                 |
| Derrota | 35-15  | Kamaru Usman      | Nocaute (soco)                            | UFC 261: Usman vs. Masvidal 2           | 24/04/2021 | 2     | 1:02  | Jacksonville, Florida     | Pelo Cinturão Meio Médio do UFC.                                                                |
| Derrota | 35-14  | Kamaru Usman      | Decisão (unânime)                         | UFC 251: Usman vs. Masvidal             | 12/07/2020 | 5     | 5:00  | Abu Dhabi                 | Pelo Cinturão Meio Médio do UFC.                                                                |
| Vitória | 35-13  | Nate Diaz         | Nocaute Técnico (interrupção médica)      | UFC 244: Masvidal vs. Diaz              | 02/11/2019 | 3     | 5:00  | Nova Iorque, Nova Iorque  | Ganhou o cinturão simbólico BMF.                                                                |
| Vitória | 34-13  | Ben Askren        | Nocaute (joelhada voadora)                | UFC 239: Jones vs. Santos               | 06/07/2019 | 1     | 0:05  | Las Vegas, Nevada         | Quebrou o recorde do nocaute mais rápido da história do UFC (5 segundos); Performance da Noite. |
| Vitória | 33-13  | Darren Till       | Nocaute (soco)                            | UFC Fight Night: Till vs. Masvidal      | 16/03/2019 | 2     | 3:05  | Londres                   | Luta da Noite. Performance da Noite.                                                            |
| Derrota | 32-13  | Stephen Thompson  | Decisão (unânime)                         | UFC 217: Bisping vs. St.Pierre          | 04/11/2017 | 3     | 5:00  | Nova Iorque, Nova Iorque  |                                                                                                 |
| Derrota | 32-12  | Demian Maia       | Decisão (dividida)                        | UFC 211: Miocic vs. Dos Santos II       | 13/05/2017 | 3     | 5:00  | Dallas, Texas             |                                                                                                 |
| Vitória | 32-11  | Donald Cerrone    | Nocaute Técnico (socos)                   | UFC on Fox: Shevchenko vs. Peña         | 28/01/2017 | 2     | 1:00  | Denver, Colorado          | Performance da Noite.                                                                           |
| Vitória | 31-11  | Jake Ellenberger  | Nocaute Técnico (socos)                   | The Ultimate Fighter 24 Finale          | 03/12/2016 | 1     | 4:05  | Las Vegas, Nevada         |                                                                                                 |
| Vitória | 30-11  | Ross Pearson      | Decisão (unânime)                         | UFC 201: Lawler vs. Woodley             | 30/07/2016 | 3     | 5:00  | Atlanta, Georgia          |                                                                                                 |
| Derrota | 29-11  | Lorenz Larkin     | Decisão (dividida)                        | UFC Fight Night: Almeida vs. Garbrandt  | 29/05/2016 | 3     | 5:00  | Las Vegas, Nevada         |                                                                                                 |
| Derrota | 29-10  | Benson Henderson  | Decisão (dividida)                        | UFC Fight Night: Henderson vs. Masvidal | 28/11/2015 | 5     | 5:00  | Seul                      |                                                                                                 |
| Vitória | 29-9   | Cézar Ferreira    | Nocaute (cotoveladas e socos)             | The Ultimate Fighter 21 Finale          | 12/07/2015 | 1     | 4:22  | Las Vegas, Nevada         | Luta nos Meio Médios; Performance da Noite.                                                     |
| Derrota | 28-9   | Al Iaquinta       | Decisão (dividida)                        | UFC Fight Night: Mendes vs. Lamas       | 04/04/2015 | 3     | 5:00  | Fairfax, Virginia         |                                                                                                 |
| Vitória | 28-8   | James Krause      | Decisão (unânime)                         | UFC 178: Johnson vs. Cariaso            | 27/09/2014 | 3     | 5:00  | Las Vegas, Nevada         |                                                                                                 |
| Vitória | 27-8   | Daron Cruickshank | Decisão (unânime)                         | UFC on Fox: Lawler vs. Brown            | 26/07/2014 | 3     | 5:00  | San Jose, California      |                                                                                                 |
| Vitória | 26-8   | Pat Healy         | Decisão (unânime)                         | UFC on Fox: Werdum vs. Browne           | 19/04/2014 | 3     | 5:00  | Orlando, Florida          |                                                                                                 |
| Derrota | 25-8   | Rustam Khabilov   | Decisão (unânime)                         | UFC: Fight for the Troops 3             | 06/11/2013 | 3     | 5:00  | Fort Campbell, Kentucky   | Luta da Noite.                                                                                  |
| Vitória | 25-7   | Michael Chiesa    | Finalização (estrangulamento d'arce)      | UFC on Fox: Johnson vs. Moraga          | 27/07/2013 | 2     | 4:59  | Seattle, Washington       |                                                                                                 |
| Vitória | 24-7   | Tim Means         | Decisão (unânime)                         | UFC on Fox: Henderson vs. Melendez      | 20/04/2013 | 3     | 5:00  | San Jose, Califórnia      | Estreia no UFC.                                                                                 |
| Vitória | 23-7   | Justin Wilcox     | Decisão (dividida)                        | Strikeforce: Rockhold vs. Kennedy       | 14/07/2012 | 3     | 5:00  | Portland, Oregon          |                                                                                                 |
| Derrota | 22-7   | Gilbert Melendez  | Decisão (unânime)                         | Strikeforce: Melendez vs. Masvidal      | 17/12/2011 | 5     | 5:00  | San Diego, California     | Pelo Cinturão Peso Leve do Strikeforce.                                                         |
| Vitória | 22-6   | K.J. Noons        | Decisão (unânime)                         | Strikeforce: Overeem vs. Werdum         | 18/06/2011 | 3     | 5:00  | Dallas, Texas             |                                                                                                 |
| Vitória | 21-6   | Billy Evangelista | Decisão (unânime)                         | Strikeforce: Feijao vs. Henderson       | 05/03/2011 | 3     | 5:00  | Columbus, Ohio            | Retornou aos Leves.                                                                             |
| Derrota | 20-6   | Paul Daley        | Decisão (unânime)                         | Shark Fights 13                         | 11/09/2010 | 3     | 5:00  | Amarillo, Texas           | Peso Casado (171.75).                                                                           |
| Vitória | 20-5   | Naoyuki Kotani    | Decisão (dividida)                        | Astra                                   | 25/04/2010 | 3     | 5:00  | Tóquio                    |                                                                                                 |
| Derrota | 19-5   | Luis Palomino     | Decisão (dividida)                        | G-Force Fights 3                        | 02/04/2010 | 3     | 5:00  | Miami, Florida            |                                                                                                 |
| Vitória | 19-4   | Satoru Kitaoka    | Nocaute (socos)                           | Sengoku 11                              | 07/11/2009 | 2     | 3:03  | Tóquio                    |                                                                                                 |
| Vitória | 18-4   | Eric Reynolds     | Finalização (mata leão)                   | Bellator 12                             | 19/06/2009 | 3     | 3:33  | Hollywood, Florida        | Peso Casado (160 lb).                                                                           |
| Derrota | 17-4   | Toby Imada        | Finalização Técnica (triângulo invertido) | Bellator 5                              | 01/05/2009 | 3     | 3:22  | Dayton, Ohio              | Semifinal do Torneio de Leves da 1ª Temporada.                                                  |
| Vitória | 17-3   | Nick Agallar      | Nocaute Técnico (socos)                   | Bellator 1                              | 03/04/2009 | 1     | 1:19  | Hollywood, Florida        | Estreia no Bellator; Quartas de Final do Torneio de Leves da 1ª Temporada.                      |
| Vitória | 16-3   | Tae Hyun Bang     | Decisão (unânime)                         | Sengoku 6                               | 01/11/2008 | 3     | 5:00  | Saitama                   |                                                                                                 |
| Vitória | 15-3   | Ryan Schultz      | Nocaute Técnico (socos)                   | Sengoku 5                               | 28/09/2008 | 1     | 1:57  | Tóquio                    | Luta reserva do GP Peso Leve do Sengoku.                                                        |
| Derrota | 14-3   | Rodrigo Damm      | Nocaute Técnico (soco)                    | Sengoku 3                               | 08/06/2008 | 2     | 4:38  | Saitama                   |                                                                                                 |
| Vitória | 14-2   | Ryan Healy        | Decisão (unânime)                         | Strikeforce: At The Dome                | 23/02/2008 | 3     | 5:00  | Tacoma, Washington        |                                                                                                 |
| Vitória | 13-2   | Brant Rose        | Nocaute Técnico (socos)                   | CHF                                     | 11/12/2007 | 1     | 0:56  | Fort Lauderdale, Florida  |                                                                                                 |
| Vitória | 12-2   | Matt Lee          | Nocaute Técnico (cotoveladas e socos)     | Strikeforce: Playboy Mansion            | 29/09/2007 | 1     | 1:33  | Beverly Hills, California | Estreia no Strikeforce.                                                                         |
| Vitória | 11-2   | Yves Edwards      | Nocaute (chute na cabeça)                 | BodogFight                              | 14/07/2007 | 2     | 2:59  | Trenton, New Jersey       |                                                                                                 |
| Vitória | 10-2   | Steve Berger      | Decisão (unânime)                         | BodogFight                              | 15/12/2006 | 3     | 5:00  | São Petersburgo           |                                                                                                 |
| Vitória | 9-2    | Keith Wisniewski  | Decisão (majoritária)                     | BodogFight                              | 22/08/2006 | 3     | 5:00  | San José                  |                                                                                                 |
| Vitória | 8-2    | Nuri Shakir       | Decisão (unânime)                         | AFC 17                                  | 24/06/2006 | 3     | 5:00  | Fort Lauderdale, Florida  | Ganhou o Cinturão Meio Médio do AFC.                                                            |
| Vitória | 7-2    | David Gardner     | Nocaute Técnico (socos)                   | AFC 15                                  | 18/02/2006 | 2     | 0:14  | Fort Lauderdale, Florida  |                                                                                                 |
| Derrota | 6-2    | Paul Rodriguez    | Finalização (mata leão)                   | AFC 13                                  | 30/07/2005 | 1     | 2:27  | Fort Lauderdale, Florida  |                                                                                                 |
| Vitória | 6-1    | Joe Lauzon        | Nocaute Técnico (socos)                   | AFC 12                                  | 30/04/2005 | 2     | 3:57  | Fort Lauderdale, Florida  |                                                                                                 |
| Derrota | 5-1    | Raphael Assunção  | Decisão (unânime)                         | Full Throttle                           | 21/04/2005 | 3     | 5:00  | Duluth, Georgia           |                                                                                                 |
| Vitória | 5-0    | Justin Wisniewski | Decisão (majoritária)                     | AFC 8                                   | 01/05/2004 | 2     | 5:00  | Fort Lauderdale, Florida  |                                                                                                 |
| Vitória | 4-0    | Julian Ortega     | Decisão (unânime)                         | AFC 6                                   | 03/12/2003 | 2     | 5:00  | Fort Lauderdale, Florida  |                                                                                                 |
| Vitória | 3-0    | Rolando Delgado   | Nocaute Técnico (socos)                   | AFC 5                                   | 05/09/2003 | 2     | 2:14  | Fort Lauderdale, Florida  |                                                                                                 |
| Vitória | 2-0    | Brian Geraghty    | Decisão (unânime)                         | AFC 4                                   | 19/07/2003 | 2     | 5:00  | Fort Lauderdale, Florida  |                                                                                                 |
| Vitória | 1-0    | Brandon Bledsoe   | Nocaute Técnico (socos)                   | AFC 3                                   | 24/05/2003 | 1     | 3:55  | Fort Lauderdale, Florida  |                                                                                                 |